# 維爾切克島

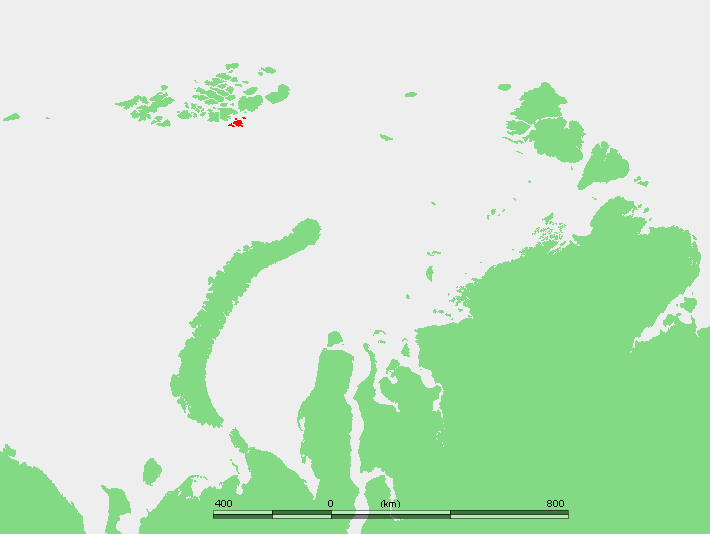

維爾切克島是俄羅斯的島嶼，屬於法蘭士約瑟夫地群島的一部分，位於薩利姆島西南10公里的北冰洋，由阿爾漢格爾斯克州負責管轄，長11.5公里、寬9.8公里，面積50平方公里，最高點海拔高度187米，島上無人居住。
79°53′N 58°45′E / 79.883°N 58.750°E